# Delfin Quishpe
Delfin Quishpe (født december 1977 i San Antonio i Guamote, Ecuador) er en ecuadoriansk sanger, som gjort sig kendt for noget, han selv kalder "Andinsk techno-folklore". Quishpes sang "Torres Gemelas" (Twin Towers) er i Latinamerika blevet et internetfænomen og er den sang, som har fået mest opmærksomhed. 

## Biografi
I 2003 indspillede han sit andet album "El Gallito". Det indeholdt sange som: El Gallito Bandido, El Delfincito, Cuando me Vaya og Cuaya Huay. Et år senere lavede han sin første video, som lagdes ud på internettet.
Delfin berømmelse indledtes i december 2006, da hans sang Torres Gemelas (Twin Towers) lagdes på Youtube. Den 4. januar 2007 havde sangen allerede haft 250.000 afspilninger, og den 24. marts havde flere udgaver af videoen på Youtube over en million visninger og tusinder af kommentarer.
Sangen har en tragisk tekst, som handler om, at Delfin mistede sin elskede en i terroristangrebet den 11. september 2001. På grund af den kitchaktige og lavbudget-lignende karakter på sangen lige som musikvideoen er "Torres Gemelas" blevet et internetfænomen i Latinamerika og Spanien. 
I april 2010 publicerede Quishpe den pro-israelske sang "En tus Tierras bailare" med de to peruanske YouTube-stjerner Wendy Sulca og Tigresa del Oriente. Sangen, som følger samme stil som "Torres Gemelas", fik hurtigt opmærksomhed i Latinamerikansk media og havde på mindre end en måned mere en en million afspilninger samtidig, som den diskuteredes i en række tv-programmer og aviser. Sangen er senere blevet kaldt "Youtubes We Are The World" af Calle 13-sangeren Residente. 